# Goethe-Medaille für Kunst und Wissenschaft
Die Goethe-Medaille für Kunst und Wissenschaft wurde von Reichspräsident Paul von Hindenburg zum Gedenken an Goethes 100. Todestag am 22. März 1932 gestiftet. Die silberne Medaille wurde in zwei Versionen verliehen: von März 1932 bis Juni 1934 durch Paul von Hindenburg in einer von Waldemar Raemisch gestalteten Version. Die Vorderseite trägt die Aufschrift „Für Kunst und Wissenschaft gestiftet im Goethejahr 1932. Der Reichspräsident“, die Rückseite zeigt ein Goethebildnis. Mit einem Durchmesser von 62 mm (ab 1938 69,5 mm) war sie nicht zum Tragen bestimmt. Die nationalsozialistische Version, verliehen von Adolf Hitler von November 1934 bis Dezember 1944, zeigte auf der Vorderseite das Porträt Goethes und auf der Rückseite den Reichsadler mit Hakenkreuz-Kranz, sowie die Aufschrift „Für Kunst und Wissenschaft“. Insgesamt wurde die Medaille an 601 Personen verliehen.
Ursprünglich gedacht als Anerkennung für Personen, die sich um die Goethe-Feier 1932 in Weimar verdient gemacht hatten, wurde die Goethe-Medaille von Hindenburg an eine Vielzahl Künstler, Wissenschaftler, Beamte und Politiker verliehen. 
Unter den ersten Empfängern der Medaille waren Reichskanzler Heinrich Brüning und die Nobelpreisträger Gerhart Hauptmann und Thomas Mann. Ab April 1932 folgten Max Planck, Nicholas Murray Butler, André Gide, Knut Hamsun, Verner von Heidenstam, Guglielmo Marconi, Albert Schweitzer, Fritz Haber, Albrecht Penck und Richard Willstätter. Etwa ein Viertel der bis 1934 mit der Goethe-Medaille für Kunst und Wissenschaft Ausgezeichneten waren Ausländer. Frauen wurden zeittypisch wenig berücksichtigt; u. a. wurden Anna Bahr-Mildenburg, Hedwig Bleibtreu, Agnes Bluhm, Ricarda Huch, Isolde Kurz, Agnes Miegel, Ina Seidel, Feodora von Sachsen-Weimar, Enrica von Handel-Mazzetti, Lulu von Strauß und Torney und die türkische Schriftstellerin und Übersetzerin Seniha Bedri Göknil (1901–1973) ausgezeichnet. 

## Verleihung durch Paul von Hindenburg
Bis zu Hindenburgs Tod im August 1934 wurden 195 Personen mit der Medaille ausgezeichnet: 160 Personen von März 1932 bis Januar 1933 und 35 Personen von Februar 1933 bis Juni 1934. Bis Januar 1933 waren mindestens elf Deutsche jüdischer Herkunft von Hindenburg mit der Goethe-Medaille für Kunst und Wissenschaft ausgezeichnet worden, etwa Adolph Goldschmidt zum 70. Geburtstag am 15. Januar 1933. Die letzte Verleihung der Medaille in Hindenburgs Namen datiert auf den 19. Juni 1934.
Verleihungen nach Jahr:
- 1932 – 155
- 1933 – 31
- 1934 – 9

## Verleihung durch Adolf Hitler

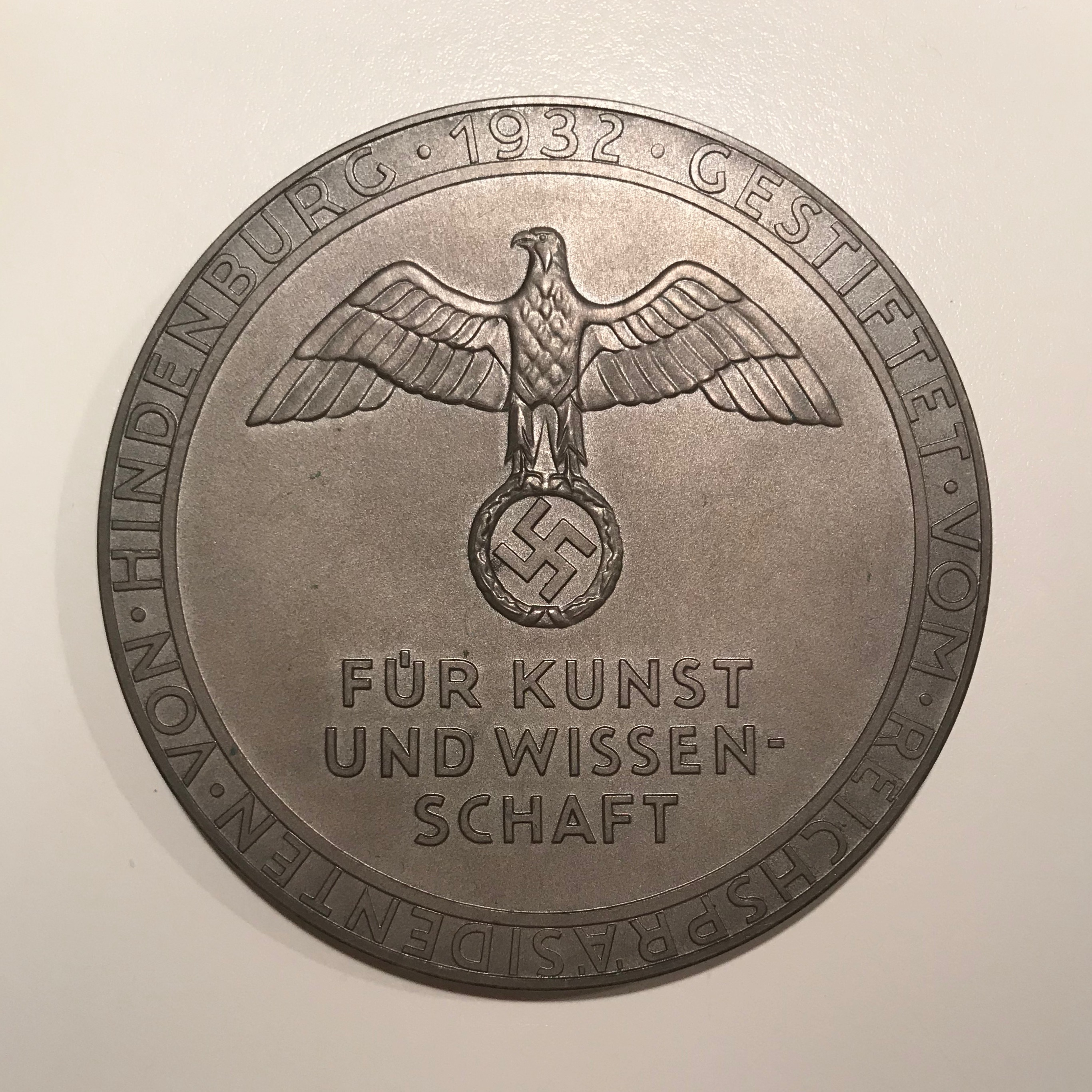
Vorderseite einer Goethe-Medaille. Inschrift: Gestiftet vom Reichspräsidenten von Hindenburg 1932

Nach der Übernahme der Funktionen des Reichspräsidenten verlieh Hitler ab November 1934 die Medaille in geänderter Form. Ab 1934 wurde die Verleihung der Medaille im Allgemeinen auf hohe Geburtstage oder sonstige wichtige Gedenktage beschränkt. Politisch Unliebsame und Juden im Sinne der Nürnberger Gesetze wurden nicht mehr berücksichtigt. Insgesamt wurde diese Version an 406 Personen verliehen. In den Kriegsjahren verlor die Medaille durch immer häufigere Verleihung ihre ursprüngliche Reputation. Die letzte Verleihung erfolgte im Dezember 1944.

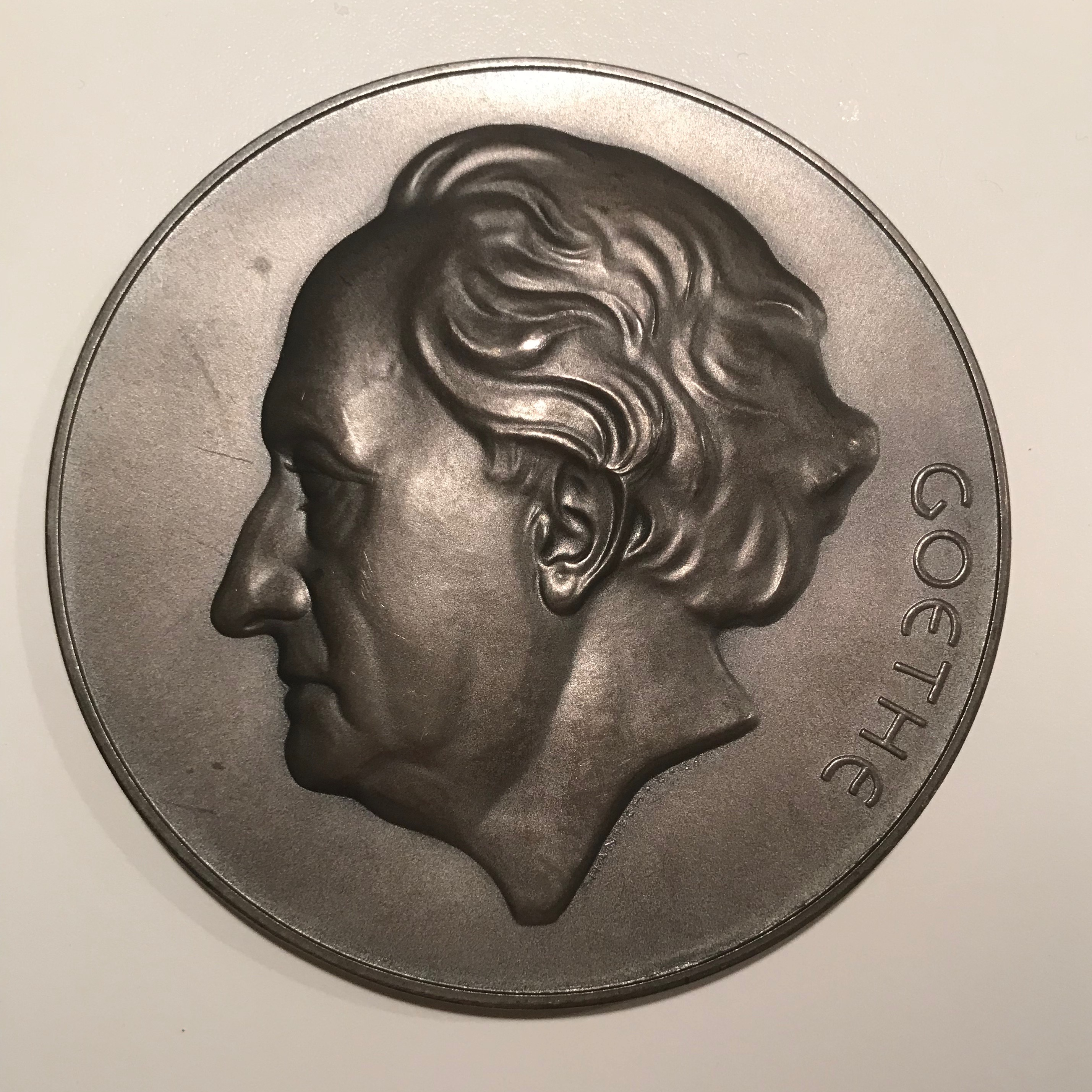
Rückseite einer Goethe-Medaille. Inschrift: Goethe

Verleihungen nach Jahr:
- 1934 – 2
- 1935 – 9
- 1936 – 8
- 1937 – 18
- 1938 – 18
- 1939 – 35
- 1940 – 52
- 1941 – 62
- 1942 – 66
- 1943 – 69
- 1944 – 67

## Weitere Träger (Auswahl)

### 1932 (am 18. März)
- Ernst Beutler
- Rudolf G. Binding
- Konrad Burdach
- Hans Carossa
- Theodor Däubler
- Max Donnevert
- Arturo Farinelli
- Stefan George
- Carl Goerdeler
- Hans Grimm
- Adolf Grimme
- Wilhelm Groener
- Wilhelm Kästner
- Erwin Guido Kolbenheyer
- Heinrich Lilienfein
- Walter von Molo
- Börries von Münchhausen
- José Ortega y Gasset
- Ernesto Quesada
- Edwin Redslob
- Jakob Schaffner
- Hans Wahl
- Anton Wildgans

### 1932 (nach dem 18. März; Auswahl)
- Gottfried Bohnenblust
- Muhsin Ertuğrul
- Theodor Fischer
- Wilhelm Furtwängler
- Adolf Gottstein
- Max Halbe
- Gustav Krupp von Bohlen und Halbach
- Heinrich Lüders
- Erich Marcks
- Friedrich Meinecke
- Edvard Munch
- Benito Mussolini
- Adolph Nägel
- Bernhard Nocht
- Gustav Oberlaender
- Alfons Paquet
- João Ribeiro
- Paul Valery
- Jonathan Zenneck

### 1933 (Auswahl)
- Paul Ernst
- Seniha Bedri Göknil (1901–1973)
- Otto Klemperer
- Karl Schumacher

### 1934 (bis 19. Juni Paul von Hindenburg; Auswahl)
- Arthur Kampf
- Heinrich Sohnrey

### 1934 (ab 6. November Adolf Hitler)
- Otto Güntter
- Gustav Hellmann

### 1935
- Ludwig Dettmann
- Bodo Ebhardt
- Bruno Kittel
- Otto Lehmann
- Arthur Meiner
- Emil Nikolaus von Reznicek
- Jean Sibelius
- Heinrich Stalling
- Hermann Josef Stübben

### 1936
- Heinrich Gloël
- Richard Haupt
- Ferdinand Hueppe
- Damian Kratzenberg
- Reinhold Schmaltz
- Emil Strauß
- Max Uhle
- Felix Woyrsch

### 1937
- Carl Bantzer
- Wilhelm Beckmann
- Max Hecker
- Eduard Heyck
- Wilhelm Kisch
- Eberhard König
- Erich Lexer
- Sebastian Merkle
- Adolf Meschendörfer
- Josef Reiter
- Wilhelm Rode
- Ludwig Schemann
- Karl Schönherr
- Aloys Schulte
- Oskar Seyffert
- Geerto Snijder
- Karl Hans Strobl
- Max Wien

### 1938
- Karl Bauer
- Hans Friedrich Blunck
- Hans Peter Feddersen
- Richard Fester
- Gustav Frenssen
- Axel von Freytagh-Loringhoven
- Friedrich von Gottl-Ottlilienfeld
- Hermann Graedener
- Philipp von Heck
- Berthold von Kern
- Theodor Kitt
- Karl Klingspor
- Eugen Korschelt
- Werner Krauß
- Wilhelm Kreis
- Gottlob Linck
- Max Seiffert
- Alfred Staackmann (1873–1941)

### 1939
- Robert Beltz
- Tony Binder
- Max Borst
- Erwin Bumke
- Hermann Burte
- Karl Diehl
- Martin Dülfer
- Otto Falckenberg
- Eugen Fischer
- Franz Fischer
- Wolfgang Golther
- Rudolf Herzog
- August Hinrichs
- Emil Jannings
- Hermann Jansen
- Richard Jecht
- Johannes Kirchner
- Carl Meinhof
- Ernst Rüdin
- Adolf Sandberger
- Josef Schick
- Albrecht Schmidt
- Paul Schultze-Naumburg
- Fritz Schumacher
- Hermann Schwarz
- Hans Seger
- Johannes Stark
- Fritz Stein
- Josef Stolzing-Czerny
- Rudolf Thurneysen
- Konrad Toeche-Mittler
- Richard Trunk
- Theodor Vahlen
- Hans Watzlik
- Friedrich Zahn

### 1940
- Jacob Alberts (widerrufen)
- Karl Becker
- Agnes Bluhm
- Ludolph Brauer
- Alfred Cossmann
- Albert Döderlein
- Otto Frank
- Carl Froelich
- Arthur Georgi
- Emil Gotschlich
- Friedrich Griese
- Johannes Haller
- Ludwig Heck
- Heinrich Ewald Hering
- Johannes Hoops
- Camillo Horn
- Werner Jansen
- Hanns Johst
- Wilhelm Kapp
- Ludwig Kießling
- Fritz Klimsch
- Walther Köhler
- Ernst Kohlschütter
- Emil Krückmann
- Franz Lehár
- Emil Lehmann
- Franz Lehmann
- Gustav Leutelt
- Otto Mader
- Ludwig Michalek
- Hermann Miessner (1870–1949)
- Otto Modersohn
- Lorenz Morsbach
- Friedrich Oltmanns
- Friedrich Panzer
- Oskar von Petri
- Ludwig Prandtl
- Georg Schmückle
- Roland Scholl
- Carl Schuchhardt
- Adolf Schulten
- Raffael Schuster-Woldan
- Wilhelm Seelmann
- Friedrich Stahl
- Georg Sticker
- Hans Techel
- Wilhelm Teudt
- Franz Triebsch
- Paul Uhlenhuth
- Joseph Wackerle
- Arthur Wehnelt
- Heinrich von Zügel

### 1941
- Ferdinand Andri
- Arthur Berger (1871–1947)
- Hermann Bohle
- Martin Bollert
- Karl Bräuer
- Wilhelm Brünings
- Hans Bürkner
- Franz Bumm
- Fritz van Calker
- Paul Clemen
- Richard Edelmann
- Otto Heinrich Engel
- Johannes Ficker
- Georg Friederici
- Friedrich Gehmacher
- Ernst Moritz Geyger
- Hans F. K. Günther
- Bernhard Hauff
- Hans Hausrath
- Oskar Heinroth
- Fritz Heise
- Ferdinand Hochstetter
- Fritz Hofmann
- Ludwig von Hofmann
- Rudolf von Jaksch
- Otto Johannsen
- Julius Paul Junghanns
- Friedrich Kutscher
- Max Kutschmann
- Paul Lincke
- Georg Lockemann
- Johannes Luther
- Fritz Mackensen
- Oskar Messter
- Max von Millenkovich
- Dietrich Mülder
- Max Nonne
- Adam Olt (1866–1955)
- Erwin Payr
- Peter Philippi
- Leo Samberger
- Karl Sapper
- Karl Siegl
- Hermann Steudel (1871–1967)
- Walter Stoeckel
- Paul Sudeck
- Bruno Tacke
- Eduard Thöny
- Heinz Tietjen
- Otto Tressler
- Erich Tschermak-Seysenegg
- Friedrich Umber
- Ernst Vollbehr
- Gustav Waldau
- Kurt Wiedenfeld
- Adolf Windaus
- Bernhard Winter
- Georg Winter
- Konrad Wutke
- Hermann Zilcher
- Walter von Zur Westen (1871–1948)
- Otto von Zwiedineck-Südenhorst

### 1942
- Curt Agthe
- Rudolf Bacher
- Anna Bahr-Mildenburg
- Paul Bonatz
- Conrad Borchling
- Joseph Bornmüller
- Karl Brunner
- Oswald Bumke
- Alexander Cartellieri
- Stanislaus Cauer
- Eduard Dolezal
- Max Dreyer
- Josef Maria Eder
- Friedrich Ignaz von Emperger
- Ottomar Enking
- Otto Erler
- Otto von Falke
- Sebastian Finsterwalder
- Hermann Föttinger
- Paul Graener
- Hermann Haack
- Emil Haselhoff (1862–1948)
- Siegmund von Hausegger
- Lothar Heffter
- August Hertwig
- David Hilbert
- Hans Kloepfer
- Heinrich Knirr
- Oskar Knoblauch
- Rudolf Kötzschke
- Georg Kolbe
- Ernst Krieck
- Ernst Kuhnert
- Otto Leege
- Franz von Matsch
- Hans Meyer
- Emil Mörsch
- Karl Alexander von Müller
- Anton Müller-Wischin
- Richard Otto
- Walter Petersen
- Wilhelm Pfeiffer
- Matthias Pier
- Gustav Pistor
- Peter Raabe
- Paul Reinecke
- Karl Rickelt
- Gustav Riehl
- Maximilian Salzmann
- Joseph Sauer
- August Schleiermacher
- Otto Schlüter
- Bernhard Schmid
- Paul Schmidt
- Richard Schmidt
- Richard Reinhard Emil Schorr
- Richard Schumann
- Emil Georg von Stauß
- Karl Steinacker
- Hugo Thimig
- Albert Vögler
- Friedrich Voelcker
- Karl Voretzsch
- August Wedemeyer
- Heinrich Wieland
- Ulrich Wilcken

### 1943
- Karl Albiker
- Alf Bachmann
- Paul Baumgarten
- Wilhelm Benecke
- Georg Benoit
- Ragnar Berg
- Gustav von Bergmann
- Hans Bitterlich
- Hedwig Bleibtreu
- Walter von Boetticher
- Karl Bonhoeffer
- Georg Burkhardt
- Alfons Dopsch
- Paul Duden
- Hermann Egger
- Ferdinand Eichler
- Carl Otto von Eicken
- Fritz Emde
- Georg Erlwein
- Karl Escherich
- Hans von Euler-Chelpin
- Robert Fellinger
- Karl Frodl (1873–1943)
- Heinrich Goldemund
- Oskar Graf
- Otto Grosser
- Hugo Gugg
- Olaf Gulbransson
- Johannes Harting
- Heinrich Hetsch
- Heinrich Hönich
- Robert Holtzmann
- (Hermann Otto Hoyer)[3]
- Rudolf Klapp
- Ludwig Klein
- Ludwig Klitzsch
- Rudolf Krell
- Isolde Kurz
- Helmuth Liesegang
- Hans Maurer (1868–1945)
- Rudolf Meissner
- Gustav Mie
- Otfried Müller
- Rudolf Otto Neumann
- Ernst von der Oelsnitz (1858–1943)
- August Oxé
- Wilhelm Paulcke
- Paul Presse
- Theodor Remy
- Fritz Rhein
- Willi Rickmer Rickmers
- Richard Riemerschmid
- Rudolf Saliger
- Heinrich Schlusnus
- Martin Benno Schmidt
- Theodor Schmidt (1868–1946)
- Bernhard Schwertfeger
- Arthur Spiethoff
- Heinrich Srbik
- Edmund Steppes
- Anton Otto Stoss
- Lulu von Strauß und Torney
- Joseph Vonderau
- August Wagenmann
- Georg August Wagner
- Arnold Waldschmidt
- Friedrich August Weber (Mediziner, 1873) (1873–1963)
- Max Winkler
- Roman Woerner
- Enoch Zander

### 1944/Auswahl
- Hans Theodor Bucherer
- Anton Chroust
- Johannes Deichmüller
- Josef Dell
- Alfred Dengler
- Ludwig Diels
- Heinrich Dietz
- Hubert Engels
- Max Feldbauer
- Eduard Flechsig
- Karl Grobben
- Fedor Haenisch
- Franz Hamburger
- Paul Herrmann
- Richard Hesse
- Otto Hönigschmid
- Johannes Andreas Jolles
- Josef Jungwirth
- Friedrich Kayssler
- Erwin Kehrer
- Gerhard von Keußler
- Alfred Klotz
- Alban Köhler
- Eduard Kohlrausch
- Otto Kümmel
- Ernst Küster
- Max Laeuger
- Fritz Lange
- Otto Lauffer
- Friedrich Leitner
- Adolf Lorenz
- Fritz Lubberger
- Josef Meller
- Carl Menge
- Oskar Mitis
- Theodor Mollison
- Fred Neufeld
- Otto Petersen
- Theodor Rehbock
- Martin Reichardt
- Johann Heinrich Rille
- Walther Rimarski
- Carl Röse (1864–1947)
- Richard Scheibe
- Arthur Scheunert
- Johannes Sobotta[4]
- Karl Zieler

## Andere Goethe-Ehrungen
Die Goethe-Medaille für Kunst und Wissenschaft ist nicht zu verwechseln mit der Goldenen Goethe-Medaille der Weimarer Goethe-Gesellschaft, der Goethe-Medaille des Goethe-Instituts, dem Goethepreis der Stadt Frankfurt, der Goetheplakette der Stadt Frankfurt am Main oder der Goethe-Plakette des Landes Hessen.